# Erginobacterales
Ordre
Les "Candidatus Erginobacterales" forment un ordre de bactéries de la classe Erginobacteria du phylum candidat du règne des Bacteria.

## Historique
Cet ordre est proposé en 2022 par T. J. Williams sous le nom de "candidatus Erginobacterales" pour contenir les bactéries non cultivables des deux genres "candidatus Erginobacter" et "candidatus Euphemobacter" identifiées dans le Lac Ace. Ce lac est un Lac méromictique d'origine marine de 25 m de profondeur situé dans les Collines de Vestfold de l'Antarctique de l'Est.

## Taxonomie
Le nom de candidatus Erginobacterales" a été publié de manière non valide et ce nouveau nom est considéré comme le nom préféré et non pas le nom correct.

### Étymologie
L'étymologie du nom de l'ordre Erginobacterales est la suivante : Er.gi.no.bac.tera’les. N.L. fem. pl. n. Erginobacterales, l'ordre des Erginobacter.

### Liste des familles
Selon la base de nomenclature LPSN (16/08/2023), cet ordre ne contient qu'un ordre candidat:
- "Candidatus Erginobacteraceae" Williams et al. 2022 nom préféré (nom non correct)